# واقع‌گرایی مستقیم و غیرمستقیم

## بازنمایی گرایی چیست؟
بازنمایی‌گرایی (Representationalism) دیدگاهی است که بر اساس آن آگاهی به نوعی با بازنمایی (Representation) مرتبط است. بازنمایی گرایی به دو صورت قابل تعریف است: برخی آگاهی را به بازنمایی مرتبه اول مرتبط می‌دانند و برخی به بازنمایی‌های مرتبه دوم و بالاتر. منظور از بازنمایی مرتبه‌اول این است که حالتی ذهنی، چیز دیگری را بازنمایی کند؛ مثلاً تجربه بصری من از یک سیب قرمز، یک سیب قرمز را بازنمایی می‌کند. معمولاً منظور از بازنمایی گرایی، همین بازنمایی گرایی مرتبه اول است. صورت تقلیل گرایانه این نظریه قائل است که جنبه پدیداری تجربهٔ آگاهانه چیزی جز محتوای بازنمایی شده تجربه نیست. برای مثال، جنبه پدیداری قرمزی در تجربه دیداری آگاهانه، طبق بازنمایی گرایی، چیزی جز بازنمایی قرمزی نیست. در بازنمایی گرایی مراتب بالاتر، آگاهی با بازنمایی مرتبه دوم (یا بالاتر) مرتبط است. منظور از بازنمایی مرتبه دوم این است که یک حالت ذهنی (ح. ذ ۱)، حالت ذهنی دیگری (ح. ذ ۲) را بازنمایی کند در حالی حالت ذهنی اخیر (ح. ذ ۲) خود چیزی دیگر را بازنمایی کند. طبق بازنمایی گرایی مراتب بالاتر، مثلاً اکر من باور (بازنمایی مرتبه دوم) داشته باشم که دارم یک سیب قرمز می‌بینم (بازنمایی مرتبه اول)، آنگاه تجربه دیداری من از سیب قرمز دارای ویژگی آگاهی خواهد بود.

## اقسام بازنمایی گرایی
بازنمایی گرایی بنا به اینکه محتوای بازنمایی را چگونه معین کنیم، به انواع مختلف تقسیم می‌شود. اگر محتوای بازنمایی، همان اشیا و ویژگی‌ها در جهان باشند، «بازنمایی گرایی راسلی» نامیده می‌شود و اگر آن را جنبه‌های بازنمایی (شبیه Sense فرگه) بدانیم، دیدگاه ما «بازنمایی گرایی فرگه‌ای» خواهد بود. همچنین بنا به اینکه محتوا ذهنی را محدود یا گسترده بدانیم، بازنمایی‌گرایی محدود یا گسترده خواهیم داشت. بعلاوه اگر معتقد باشیم که دوقلوهای فیزیکی (دو شخص که از همهٔ جهات مثل هم هستند) حالات پدیداری و کیفی یکسانی دارند، قائل به «درون‌گرایی پدیداری» شده‌ایم و اگر معتقد باشیم که دو بدل مذکور لزوماً حالات ذهنی یکسانی ندارند، بلکه حالات‌شان به واسطهٔ محیط‌های مختلفی که در آنها قرار می‌گیرند، تفاوت می‌کند، قائل به «برون‌گرایی پدیداری» شده‌ایم. اگر بازنمایی را که آگاهی پدیداری با آن یکی است، بازنمایی درون‌گرایانه بدانیم، یعنی معتقد باشیم که این بازنمایی صرفاً با آنچه در ذهن شخص است، متعین می‌شود، دیدگاه ما «بازنمایی گرایی درون‌گرایانه» است و اگر این بازنمایی را با امور بیرون از ذهن شخص متعین بدانیم، دیدگاه ما «بازنمایی گرایی برون‌گرایانه» است.
بازنمایی گرایی برون‌گرایانه: ویژگی پدیداری همان ویژگی بازنمایی است که با آنچه در محیط خارج وجود دارد، متعین می‌شود.
بازنمایی گرایی درون‌گرایانه: ویژگی پدیداری همان ویژگی بازنمایی است که با آنچه در با ویژگی‌های درونی شخص متعین می‌شود.
بیشتر بازنمایی گرایان معروف قائل به برون‌گرایی در مورد محتوای بازنمایی هستند، مانند مایکل تای (Tye, Ten Problems of Consciousness، ۱۹۹۵) و فِرِد درتسکی (Dretske، ۱۹۹۵). اما برخی نیز قائل به بازنمایی گرایی درون‌گرایانه‌اند مانند دیوید چالمرز (Chalmers، ۲۰۰۴).